# دائرة الدريوش
دائرة الدريوش هي إحدى الدائرتين المكونة لإقليم الدريوش وتتموقع في غرب وجنوب وشمال الإقليم.
تضاريس المنطقة جبلية شمالا مع وجود أراضي منخفظة وفلاحية كسهل كرت وكلما اتجهنا جنوبا تصبح الأرض منخفضة وقاحلة. وتتوفر أيضا على شاطئ بحر أبيض المتوسط، كشاطئ تازاغين وشاطئ اشعابي و شاطئ سيدي حساين وشواطئ أخرى وكلها تقع في قيادة بني سعيد. تتكون دائرة الدريوش من ثلاثة قيادات وهي كالتالي:
- قبيلة مطالسة

1. قيادة بني سعيد
  1. جماعة دار الكبداني
  2. جماعة تازاغين
  3. جماعة أمجاو
  4. جماعة آيت مايت

1. قيادة الدريوش
  1. جماعة أمطالسة

1. قيادة عين زهرة
  1. جماعة عين الزهرة
  2. جماعة أولاد بوبكر

## تاريخ
في نوفمبر 2022، قسمت دائرة الدريوش إلى قسمين، دائرة الدريوش الشمالية و دائرة الدريوش الجنوبية.